# Danil Belezki
Danil Belezki (kasachisch Данил Белецкий, englisch Danil Beletskiy; * 9. Januar 1997 in Aqsu, Gebiet Pawlodar) ist ein kasachischer Biathlet. Er nahm an zwei Weltmeisterschaften teil.

## Sportliche Laufbahn
Danil Belezki kam erst 2017 im Alter von 20 Jahren zum Biathlonsport und nahm an seinen ersten Wettkämpfen im August des folgenden Jahres bei den Sommerbiathlon-Juniorenweltmeisterschaften teil, wo er unter anderem Sechster mit der Mixedstaffel wurde. Ende November 2018 gab er in Idre sein Debüt im IBU-Cup und belegte Rang 53 im zweiten Sprint, daraufhin startete er in Hochfilzen auch erstmals in einem Staffelrennen im Weltcup und belegte mit Wladislaw Witenko, Roman Jeremin und Timur Chamitgatin Platz 22 von 25 Teams. Bei den Juniorenweltmeisterschaften 2019 erreichte der Kasache überraschend den sechsten Platz im Einzel, nachdem er am Schießstand komplett fehlerfrei geblieben war, zudem nahm er ohne nennenswerten Erfolg erstmals an den Europameisterschaften teil. In der Saison 2019/20 gewann Belezki in Obertilliach erstmals Ranglistenpunkte im IBU-Cup und wurde auch für die Weltmeisterschaften in Antholz nominiert, wo er im Einzel mit nur sieben Treffern bei zwanzig Schüssen Rang 99 belegte. Im Winter 2020/21 war er regulärer Teil des Weltcupkaders, erzielte sein bestes Saison- und Karriereresultat aber bei der WM, wo Platz 80 im Einzel zustande kam. Sein bestes Ergebnis bei einer EM erzielte Belezki 2022 als 35. des Sprints, fiel aber vor allem im Weltcup mit seinen Leistungen ab. 2022/23 startete er daher öfter im IBU-Cup und erreichte in Idre mit einem 23. Rang das beste Ergebnis seiner Karriere. Bei den Europameisterschaften 2023 bestritt der Kasache lediglich das Einzelrennen, seither hat er an keinem Wettkampf mehr teilgenommen.

## Persönliches
Belezki ist mit seiner Teamkollegin Jelisaweta Belezkaja verheiratet und seit 2023 Vater einer Tochter.

## Statistiken

### Weltcupplatzierungen
Die Tabelle zeigt alle Platzierungen (je nach Austragungsjahr einschließlich Olympische Spiele und Weltmeisterschaften).
- 1.–3. Platz: Anzahl der Podiumsplatzierungen
- Top 10: Anzahl der Platzierungen unter den ersten zehn (einschließlich Podium)
- Punkteränge: Anzahl der Platzierungen innerhalb der Punkteränge (einschließlich Podium und Top 10)
- Starts: Anzahl gelaufener Rennen in der jeweiligen Disziplin
- Staffel: inklusive Mixed- und Single-Mixed-Staffeln

| Platzierung               | Einzel | Sprint | Verfolgung | Massenstart | Staffel | Gesamt |
| ------------------------- | ------ | ------ | ---------- | ----------- | ------- | ------ |
| 1. Platz                  |        |        |            |             |         |        |
| 2. Platz                  |        |        |            |             |         |        |
| 3. Platz                  |        |        |            |             |         |        |
| Top 10                    |        |        |            |             |         |        |
| Punkteränge               |        |        |            |             | 19      | 19     |
| Starts                    | 6      | 7      |            |             | 19      | 32     |
| Stand: Saisonende 2022/23 |        |        |            |             |         |        |

### Biathlon-Weltmeisterschaften
Ergebnisse bei den Weltmeisterschaften:
| Weltmeisterschaften | Weltmeisterschaften | Einzelwettbewerbe | Einzelwettbewerbe | Einzelwettbewerbe | Einzelwettbewerbe | Staffelwettbewerbe | Staffelwettbewerbe | Staffelwettbewerbe |
| Jahr                | Ort                 | Einzel            | Sprint            | Verfolgung        | Massenstart       | Herrenstaffel      | Mixedstaffel       | S.-M.-Staffel      |
| ------------------- | ------------------- | ----------------- | ----------------- | ----------------- | ----------------- | ------------------ | ------------------ | ------------------ |
| 2020                | Antholz             | 99.               | –                 | –                 | –                 | 25.                | –                  | –                  |
| 2021                | Pokljuka            | 80.               | 86.               | –                 | –                 | 23.                | –                  | –                  |

### Juniorenweltmeisterschaften
Ergebnisse bei den Juniorenweltmeisterschaften:
| Weltmeisterschaften | Weltmeisterschaften | Einzelwettbewerbe | Einzelwettbewerbe | Einzelwettbewerbe | Herrenstaffel |
| Jahr                | Ort                 | Einzel            | Sprint            | Verfolgung        | Herrenstaffel |
| ------------------- | ------------------- | ----------------- | ----------------- | ----------------- | ------------- |
| 2019                | Osrblie             | 6.                | 58.               | 56.               | 15.           |